# Nemoura bokhari
Nemoura bokhari är en bäcksländeart som beskrevs av Aubert 1967. Nemoura bokhari ingår i släktet Nemoura och familjen kryssbäcksländor. Inga underarter finns listade i Catalogue of Life.